# フィリップ・アンリ・ド・セギュール

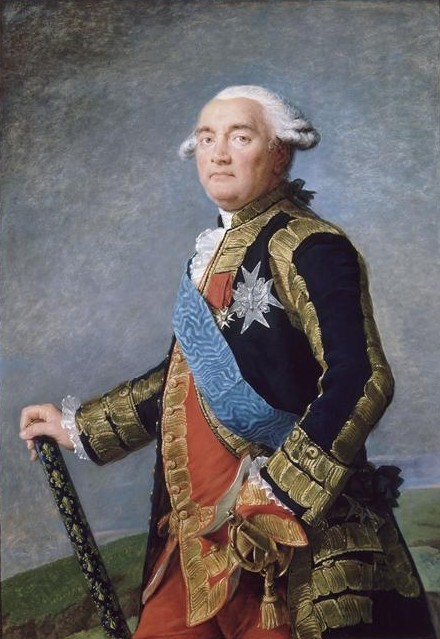
セギュール侯爵フィリップ・アンリの肖像画、エリザベート＝ルイーズ・ヴィジェ＝ルブラン作、1789年。

セギュール侯爵フィリップ・アンリ（フランス語: Philippe Henri, marquis de Ségur、1724年1月20日 パリ - 1801年10月3日 パリ）は、フランス王国の軍人。1783年にフランス元帥に叙されたほか、1780年から1787年までフランスの陸軍卿を務めた。

## 生涯
アンリ・フランソワ・ド・セギュール伯爵とアンジェリーク・ド・フロワシーの息子として、1724年1月20日にパリで生まれた。1742年に歩兵連隊の指揮官に任命され、父の部下としてオーストリア継承戦争に参戦、イタリアとボヘミアを転戦した。1746年10月のロクールの戦いで負傷、1747年のラウフフェルトの戦いで片腕を失った。1748年に父の後を継いでシャンパーニュとブリーのlieutenant généralになり、1753年にはフォワ伯領の知事に任命された。七年戦争では1757年のハステンベックの戦い、1758年のクレーフェルトの戦い、1759年のミンデンの戦いに参戦した後、1760年のクローステル・カンペンの戦いで捕虜になった。
1775年にフランシュ＝コンテの政府で才能を示したことで1780年にジャック・ネッケルの下の陸軍卿に任命され、1787年まで務めた。彼は1783年に参謀総長を恒常職に定め、兵営と陸軍病院についての規定などの貢献をしたが、一方で任期中には士官任命の条件に貴族の血が4分の1流れていることを定める勅令が発された（セギュール自身は勅令に反対したとされる）。同年にはフランス元帥に叙された。
フランス革命の恐怖政治期（1793年 - 1794年）にラ・フォース刑務所に投獄され、処刑は免れたが釈放された後は1800年にナポレオン・ボナパルトから年金を受けるまで窮乏した。1801年10月3日、パリで死去した。

## 家族
1749年にルイーズ・アンヌ・ド・ヴェルノン（Louise Anne de Vernon）と結婚、2男をもうけた。
- ルイ＝フィリップ・ド・セギュール（1753年 - 1830年） - セギュール伯爵
- ジョセフ＝アレクサンドル・ピエール・ド・セギュール（英語版）（1756年 - 1805年） - セギュール子爵